# Lobček
Lobček este o localitate din comuna Grosuplje, Slovenia, cu o populație de 131 de locuitori.